# Jánovce (okres Poprad)
Jánovce jsou obec na Slovensku, v okrese Poprad v Prešovském kraji. V roce 2011 zde žilo 1 498 obyvatel.
Obcí prochází slovenská silnice I/18,  spojující Spišský Štvrtok s Popradem, která zde křížuje se silnicí II/536 vedoucí směrem na Kežmarok. Severně od obce vede v trase slovenské dálnice D1 významná evropská silnice E50, která odbřemenila místní komunikaci od tranzitní dopravy.
V obci se nachází kostel Narození Panny Marie, ve kterém je známá oltářní deska Trůnící Madona mezi sv. Kateřinou a sv. Alžbětou Uherskou.

## Místní části
- Machalovce
- Čenčice